# GOLDEN☆BEST 永井真理子
『GOLDEN☆BEST 永井真理子』（ゴールデンベストながいまりこ）は、永井真理子の非公式ベスト・アルバム。規格品番：BVCK-38106。

## 概要
各レコード会社から発売されている“ゴールデン☆ベスト”シリーズの中の1作。

## 収録曲
特記以外　編曲：根岸貴幸
1. ミラクル･ガール
  - 作詞：亜伊林 作曲：藤井宏一
  - 読売テレビ系テレビアニメ『YAWARA!』初代オープニングテーマ
2. White Communication〜新しい絆〜
  - 作詞・作曲：佐野元春
  - NHK『国際花と緑の博覧会』イメージ・ソング
3. やさしくなりたい
  - 作詞：亜伊林 作曲：北野誠
  - 明治乳業『ブルガリアヨーグルト』CMソング
4. 自分についた嘘
  - 作詞：亜伊林 作曲：谷口守
5. 私の中の勇気
  - 作詞：永井真理子 作曲：前田克樹
6. 瞳･元気
  - 作詞：只野菜摘 作曲：辛島美登里
7. Ready Steady Go!
  - 作詞：亜伊林 作曲：前田克樹
8. 23才
  - 作詞：永井真理子・浅田有理 作曲：前田克樹
9. 泣きたい日もある
  - 作詞・作曲：遠藤京子
10. ハートをWASH!
  - 作詞：浅田有理 作曲：北野誠
  - フジテレビ系『邦ちゃんのやまだかつてないテレビ』オープニングテーマ
11. ロンリイザウルス
  - 作詞：亜伊林 作曲：北野誠
12. Fight!
  - 作詞：亜伊林 作曲：辛島美登里
13. chu-chu♥
  - 作詞：永井真理子 作曲：永井真理子・廣田コージ
  - 編曲：廣田コージ
14. KISS ME
  - 作詞：永井真理子 作曲：永井真理子・廣田コージ
  - 編曲：廣田コージ・林真史
15. Change
  - 作詞：只野菜摘 作曲：藤井宏一
16. Oh,ムーンライト
  - 作詞：亜伊林 作曲：谷口守
17. Keep On “Keeping On”
  - 作詞：永野椎菜 作曲：辛島美登里
18. ZUTTO
  - 作詞：亜伊林 作曲：藤井宏一
  - フジテレビ系『邦ちゃんのやまだかつてないテレビ』エンディングテーマ